# 橋本麻里
橋本 麻里（はしもと まり、1972年 - ）は、日本のライター、編集者。日本美術・現代美術を中心に執筆やキュレーション活動を行う。神奈川県出身。元・永青文庫副館長。

## 来歴
小説家の高橋源一郎を父として東京で生まれる。国際基督教大学教養学部卒業後、草月出版に入社し、現代美術会員誌の編集者として勤務したのち、フリーのライター・編集者となる。2011年の東日本大震災のさいに各種報道や専門家の見解をツイッターで整理・発信する独自の編集能力が広く注目を集め、2015年にはSNSとの連携をうたうNHKの情報番組『NEWSWEB』で1年間レギュラー出演者となった。以後、新聞・雑誌への寄稿のほかNHKを中心に美術番組の解説などでも幅広く活動するようになる。
明治学院大学非常勤講師（日本美術史）などを経て2016年4月より永青文庫副館長をつとめた。
評論・執筆活動は日本の古美術から現代アートまで様々な分野を対象とし、『BRUTUS』などでフリー編集者として特集企画を担当することも多い。高等学校美術教科書（日本文教出版）の編集・執筆も手がけている。『AERA』『和樂』『芸術新潮』 など一般メディアに寄稿するほか、教科書や美術全集など学術・教育分野での執筆も行う。またロンドンのジャパン・ハウスで組紐展が開催されたさいキュレーターを務めるなど、美術展キュレーションの分野でも活動を続ける。
2023年4月には、現代美術家の杉本博司が収集した美術品を主に展示する「柑橘山美術館」準備室長に就任したことが発表された。

## 著作

### 単著
- 日本の国宝100（2011年4月、幻冬舎〈幻冬舎新書〉）ISBN 978-4344982086
  - webマガジン幻冬舎連載の書籍化。
- 変り兜： 戦国のCOOL DESIGN（2013年9月、新潮社〈とんぼの本〉）ISBN 978-4-10-602249-4
- 京都で日本美術をみる 京都国立博物館（2014年10月、集英社クリエイティブ）ISBN 978-4420310703
- 橋本麻里の美術でたどる日本の歴史（汐文社）
  - 古代 縄文・弥生・古墳・飛鳥・奈良・平安（2015年8月）ISBN 978-4811321233
  - 中世 鎌倉・南北朝・室町・安土桃山（2016年3月）ISBN 978-4811321257
  - 近世・近代 江戸・明治・大正・昭和（2016年4月）ISBN 978-4811321257

- かざる日本（岩波書店、2021）ISBN 978-4000615105

### 共著
- 「家族」を探して『東京タワー オカンとボクと、時々、オトン』オフィシャルシネマブック（構成・文・橋本麻里、写真・長島有里枝、2007年3月、扶桑社）ISBN 978-4594053499
- Casa BRUTUS特別編集 ニッポンの老舗デザイン（マガジンハウス・編、文・橋本麻里、写真・久家靖秀、2011年2月、マガジンハウス）ISBN 978-4838786404
- 浮世絵入門 恋する春画（橋本治・早川聞多・赤間亮と共著、2011年6月、新潮社〈とんぼの本〉）ISBN 978-4106022197
- 運慶-リアルを超えた天才仏師-（山本勉・みうらじゅん・ヤノベケンジと共著、2012年7月27日、新潮社〈とんぼの本〉）ISBN 978-4-10-602233-3
- チェーザレ・ボルジアを知っていますか?（惣領冬実、原基晶、モーニング編集部と共同監修、2013年8月29日、講談社）ISBN 978-4-06-218284-3
- ShungArt（早川聞多監修、2015年9月17日、小学館）ISBN 978-4096822098
- 驚くべき日本美術（山下裕二と共著、2015年10月26日、集英社インターナショナル〈知のトレッキング叢書〉）ISBN 978-4797672879

### 教科用図書
日本文教出版発行。すべて著作者の1人として参加。
- 高校美術1 （平成25 - 28年度用）[10]
- 高校美術2 （平成26年度用）[11]
- 高校美術3 （平成27年度用）[12]

### そのほか
- 山下裕二編『日本美術全集 第20巻：日本美術の現在・未来（1996〜現在）』小学館、2016　作品解説など
- 『BRUTUS』2020.1.11号〈刀剣乱舞〉特集号

## メディア出演

### テレビ
- NEWS WEB（2015年3月30日 - 2016年4月1日、NHK） - ネットナビゲーター（月曜日担当・第4期）
- 趣味どきっ!「国宝に会いに行く」（2015年3月31日 - 5月26日、NHK Eテレ） - 案内人
- 趣味どきっ!「国宝に会いに行くII」（2016年10月・11月期、NHK Eテレ） - 案内人
- マツコの知らない世界（2018年1月9日、TBS） - 「御三家和菓子の世界」

### ラジオ
- 茂木健一郎のアルキミミデス（ラジオデイズ） - ウェブ配信ラジオ番組
- 荻上チキ・Session-22 （TBSラジオ） - 2013年11月14日「今見るべき美術展」Session袋とじ、2014年1月9日「浮世絵の魅力」Session袋とじ、2014年2月17日「グッとくる失恋ソング選曲合戦！」Session袋とじ、2014年3月6日「俵屋宗達のすべて」Session袋とじ、2014年3月21日「桜と日本人の文化論」（わいわいモード）、2014年4月11日「みんなのあんこ論」（わいわいモード）、2014年5月2日「GWの過ごし方」（わいわいモード）、2014年6月26日「アートの買い方指南！」Session袋とじ、2014年10月24日「みんなで語ろう！時代劇」（わいわいモード）、2014年10月30日「秋の日本美術祭り」Session袋とじ、2015年1月29日「青にまつわるエトセトラ」Session袋とじ、2015年7月7日「ベロ藍の始まりの謎」Session袋とじ、2015年9月24日「『春画展』その魅力」Session袋とじ、2015年12月1日「特集・水木しげるさん」（追悼モード）、2015年12月25日「特集・年末年始オススメの○○」（提案モード）、2018年4月5日「橋本麻里さんが薦める、この春、行くべき展覧会とは？」Session袋とじ、2018年4月12日「『書』は難しく考えず、‘身体’で感じて下さい！」Session袋とじ、2018年9月21日「特集［世界を変えた書物］展～貴重な初版本で辿る近代科学の成り立ち、そして書物の力とは？」、2020年3月09日「特集・新型コロナの感染拡大でイベントなどが続々中止に。そんな今だからこそ、コレを見よう！」、2020年5月22日「特集「まもなく緊急事態宣言がすべて解除へ、今後の『美術館』のあり方とは？」
- 荻上チキ・Session（TBSラジオ） - 2020年10月8日「ライターの橋本麻里がオススメするこの秋、見ておきたい注目の展覧会」Front Line Session
- マイあさ!（NHKラジオ第1／NHKワールド・ラジオ日本） - 土曜日7時台　週末文化の歩き方『美術館で会いましょう』パーソナリティ

### 映画
- 春の画 SHUNGA（2023年11月24日）[13]